# 巴托蘭峰
巴托蘭峰（英語：Bartholin Peak）是南極洲的山峰，座標67°17′S 66°42′W，位於葛拉漢地的盧貝海岸，屬於博伊爾山脈的一部分，由英國南極名稱諮詢委員會命名，現時由南極條約體系管理。